# Žarkasta raža
Žarkasta raža (znanstveno ime Amblyraja radiata) je vrsta talnih rib iz družine pravih raž, ki živi v vodah Atlantika, pa tudi v jezeru Melville. 

## Opis
Odrasle žarkaste raže dosežejo skupno dolžino do okoli enega metra, v širino pa lahko merijo okoli pol metra. Rep je krajši od telesa. Po zgornji strani je telo rjave barve, nekateri primerki pa imajo tudi temne pege. Po hrbtu imajo grobo koži, iz katere štrlijo različno velike bodice. Od glave do repa ima v ravni vrsti žarkasta raža od 14 do 17 večjih bodic. Spodnja stran je gladka in svetla. Glava je trda in trikotne oblike. Prehranjuje se z raki, manjšimi ribami in raznimi talnimi nevretenčarji. Samice med drstjo izležejo ovalna usnjata jajca, ki v dolžino merijo med 3,4 in 8,9 cm, v širino pa od 2,3 do 6,8 cm.

## Razširjenost in gospodarski pomen
Žarkasta raža živi na morskem dnu severnega Atlantksega oceana v globinah med 20 in 1000 metri, kjer je temperatura vode med 1 in 10ºC. V osemdesetih letih 20. stoletja so ribiči to ražo večkrat ujeli na trnek pri lednem ribolovu v jezeru Melville na Labradorju. 
Gosodarsko ni pomembna riba, ki pa se pogosto ulovi v mreže ribičev, ko le-ti lovijo druge vrste. O vrsti ni veliko znanega, je pa uvrščena na seznam ogroženih vrst National Marine Fisheries Service.